# Andrew James Henderson
Andrew James Henderson (1950) es un botánico inglés-estadounidense, especialista en Arecaceae, taxónomo y curador del Instituto de Botánica Sistemática en el Jardín Botánico de Nueva York. Ha identificado y clasificado taxonómicamente las descripciones de 314 especies, subespecies y variedades de vegetales, especialmente de la familia de las palmas
Henderson se educó en el Wycliffe College de Gloucestershire y en el Birkbeck College, Universidad de Londres, y recibió su Doctorado de la Universidad de la Ciudad de Nueva York en 1987; uniéndose al equipo científico del Jardín Botánico de Nueva York ese año.
Es autor de varios libros, incluyendo The Palms of the Amazon y una Guía de campo de palmas de América.
Ha realizado expediciones botánicas a Venezuela en el Proyecto Biosfera II de Oracle, Arizona
- La abreviatura «A.J.Hend.» se emplea para indicar a Andrew James Henderson como autoridad en la descripción y clasificación científica de los vegetales.[6]